# Kontaktledning (järnväg)
Kontaktledningen för järnvägar utgör den ena ledaren för drivströmmen till elektriska tåg. Den andra ledaren, återledaren, utgörs av rälsen. Strömmen leds ned i järnvägsfordonet via en strömavtagare.

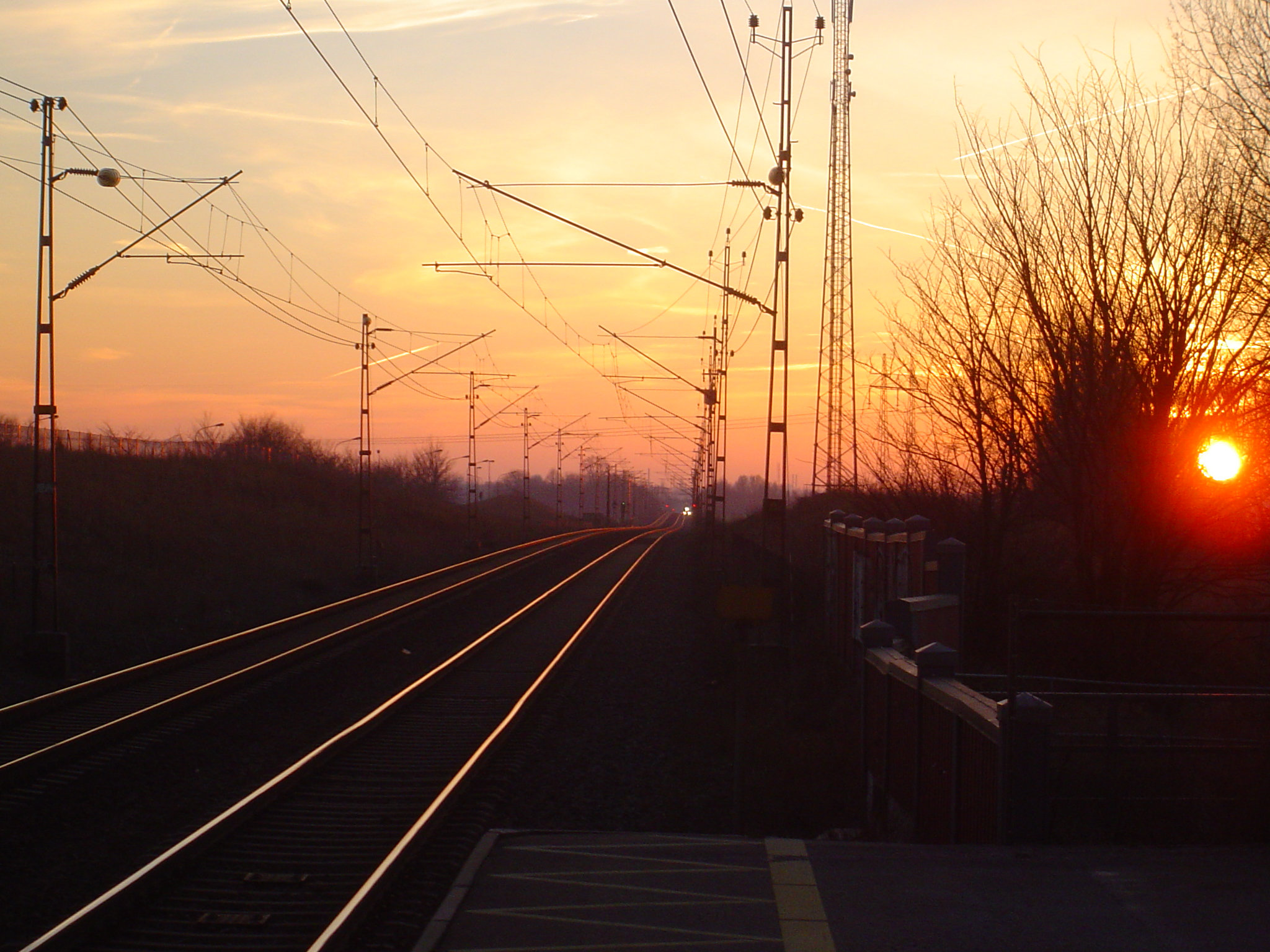
Södra stambanan utanför Hjärup.

## Funktion
En kontaktlednings huvudsyfte är att utan större spänningsfall (förluster) klara erforderlig drivström för alla tåg som befinner sig på den matade sektionen. Kan röra sig om över 1000A (ett IORE malmlok drar max 840A (dubbellok) men vid återledning (bromsning) ända upp till 1200A. Ett Rc-lok 475A.
Kontaktledningen ska ligga på konstant höjd över rälsen. Den nominella höjden är 5,5 - 5,6 meter över rälsens överkant, RÖK, så att inte strömavtagaren behöver röra sig mycket. Men arbetsområdet är hela 4,8 - 6,1 m eftersom höjden kan vara lägre i tunnlar till exempel. Det betyder:
- Att kontakttråden måste hängas upp med bärtrådar i en bärlina som i sin tur hänger ned något enligt en matematisk kedjekurva (den kurva som en kedja uppspänd mellan två punkter bildar).
- Vara så spänd att den är i stort sett rät mellan bärtrådarna.
- Tillåta en viss rörelse uppåt för att vara följsam mot dynamiska krafter uppåt från strömavtagaren genom ett tillsatsrör som kan röra sig 120 mm).

Kontaktledningen monteras i zick-zack mellan ledningsstolparna så att strömavtagaren slits över hela bredden.
Kontaktledningen får inte ändra dragspänningen när den temperaturutvidgas. I praktiken sektioneras tråden i längder om cirka 1200 m och sträcks med 10 - 15 kN genom vikter upphängda över 2-skurna wireblock (ger 3 gånger vikten ~300 - 500 kg).
Drivsektioner, som kan bestå av flera elektriskt hopkopplade uppspänningssektioner, ska kunna kopplas bort. Därför krävs isolatorer mellan drivsektionerna som strömavtagarna ska kunna passera utan att ljusbågar uppstår. I växlar kan de två mötande spåren tillhöra olika sektioner. I en viss punkt kan då strömavtagaren leda över ström mellan de två sektionerna och således ge en kortvarig stöt i en urkopplad sektion.
Ju högre hastighet som tillåts på banan (STH) desto större inspänningskraft måste användas.

## Komponenter

### Kontakttråd
Kontakttråden tillverkas av koppar, men innehåller ibland även andra metaller för att få en mer dragtålig tråd. Tvärsnittsprofilen liknar en åtta. Bärtrådarna fästs med två bleck som kläms ihop runt den övre delen av åttan. Den undre delen av åttan får en bredare bas efter strömavtagarslitage. Tvärsnittsarean är vanligen 120 mm².

### Bärlina
Bärlinan tillverkas också av koppar eftersom även den ska leda ström och även ska utvidgas lika mycket som kontakttråden. Bärlinan och kontakttråden kan ha gemensam uppspänning men för kontaktledningssystem med högre inspänningskraft är de oftare separerade.

### Bärtrådar eller litz
Avståndet mellan bärtrådarna är 5-10 meter. Längderna är standardiserade för att väl följa bärlinans nedhängning (kedjekurva).

### Utliggare

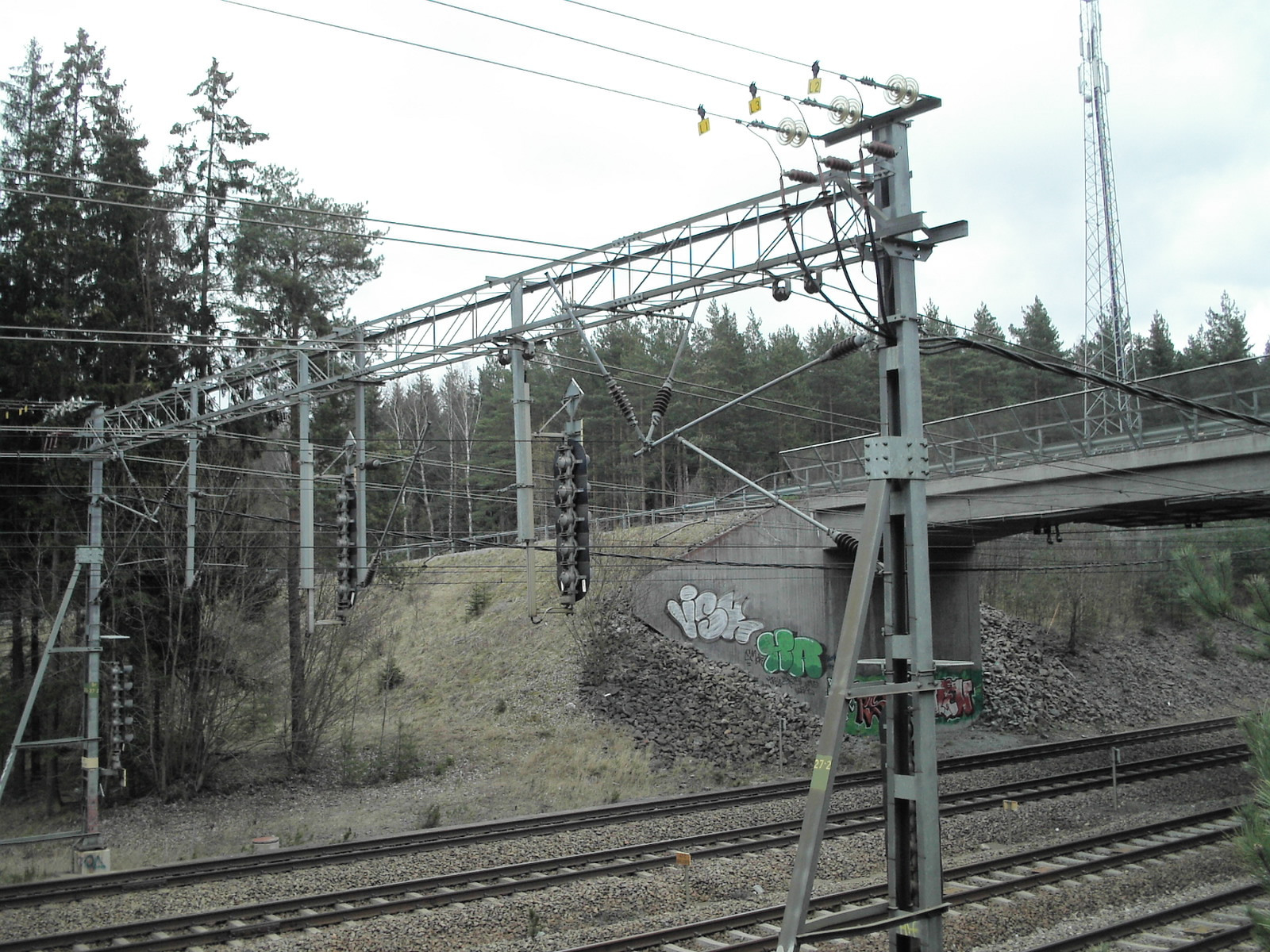
Utliggare som fixerats longitudiellt med två stänger i V-form. Stommen kallas kontaktledningsbrygga.

Utliggaren består av dragstång och diagonalrör och bildar en isolerad triangel som lyfter bärlinan. Placeras mitt i en sektion för att utvidgningen ska ske lika åt båda hållen. De är fästa i stolpen eller bryggan så att de kan vrida sig longitudiellt för att följa med temperaturutvidgningarna. Mitt i en sektion är tråden ibland fixerad longitudiellt så att utvidgningen fördelas åt bägge hållen. Varannan är kort (A-utliggare) och varannan lång (B-utliggare) för att skapa zick-zack-mönstret. Vid sektionsgränser och växlar används dubbla utliggare för de två bärtrådarna som ersätter varandra mot strömavtagaren.

### Tillsatsrör
En kort och lätt bygel som själva kontakttråden fästs i (övre delen av åttan). Vartannat tillsatsrör drar kontaktledningen åt ena hållet och varannan drar åt andra hållet i ett zick-zack-mönster. Kontaktröret, som i sin tur är fästs i en drag/tryck-stång, tillåter att kontakttråden kan röra sig lite uppåt av strömavtagarens dynamiska krafter.

### Räls
Kontaktledningar används för jordning av rälsen till återledning av elkraft, samt för signalsystem. Pinnlödning används för att fästa kontaktledningar på järnvägsräls. Om en kontaktledning för jordning av rälsen lossnar kommer återledningen av elkraften automatisk ske via den sammanhängande rälen till närliggande jordanslutningar utan någon påverkan på tågtrafiken. I Stockholms tunnelbana fästs kontaktledningar istället genom borrning i rälslivet.

### Hjälpkraftledning

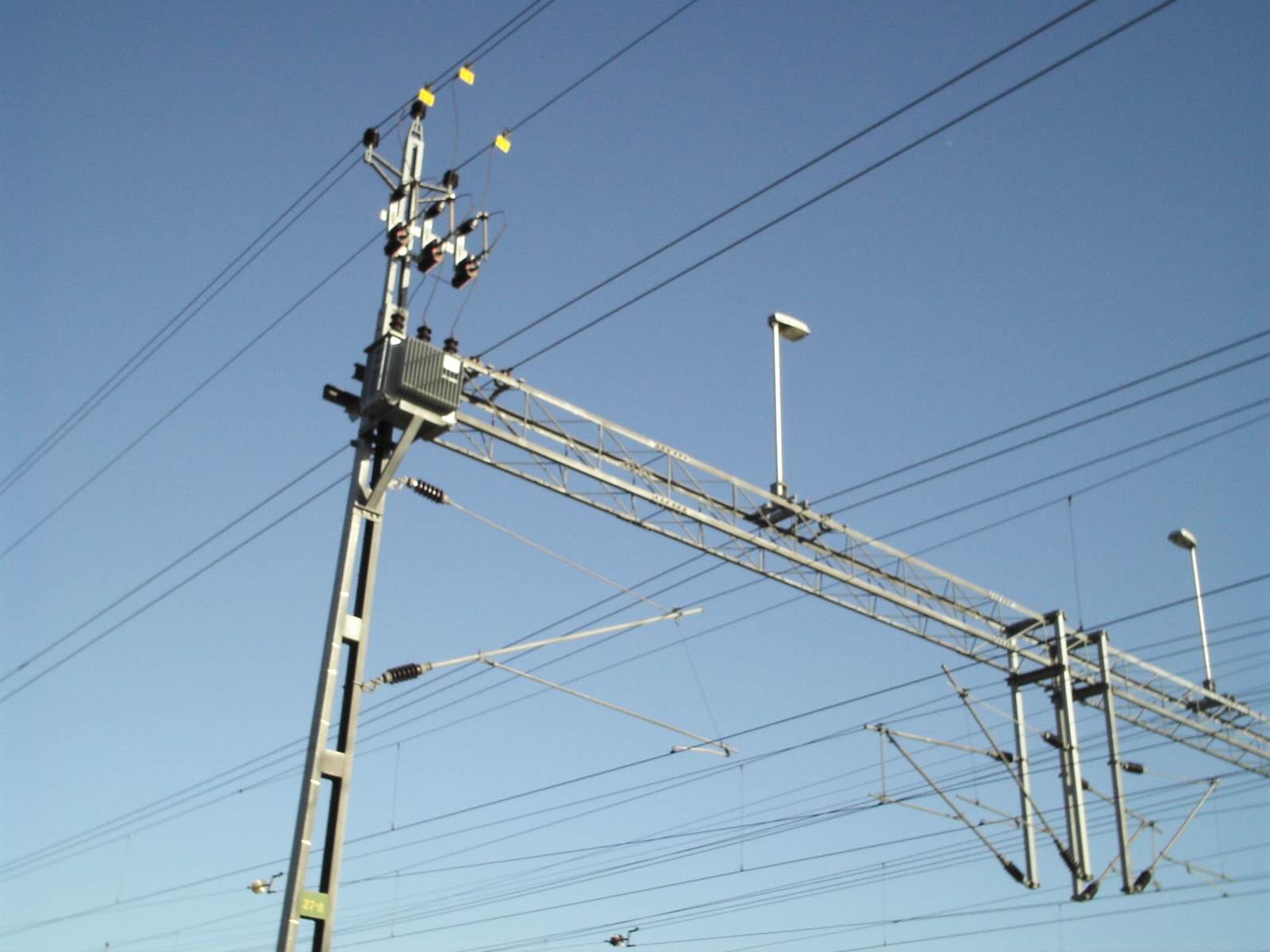
Transformator som tar ned hjälpkraften till 230/400V.

Vanligen 11kV 1-Fas eller 22 kV 3-fas för att driva signalutrustning, växlar, växelvärmare mm utmed banan där ingen ortsmatning används.

### Ledningsstolpar eller bryggor
Bryggor används när det är fler än 2 spår i bredd. Stolparna är alltid jordförbundna med S-rälen som återleder strömmen från tåget. Stolparna är fästa i stora betongfundament som därmed även fungerar som jordtag för S-rälen. Avståndet mellan stolparna är vanligen 60-65 m men kan vara kortare i kurvor. Tillverkas av galvaniserat stål-fackverk, men trä förekommer till exempel på Dalabanan och betong utomlands och krigstidsanläggningar i Sverige.

### Spännanordningar

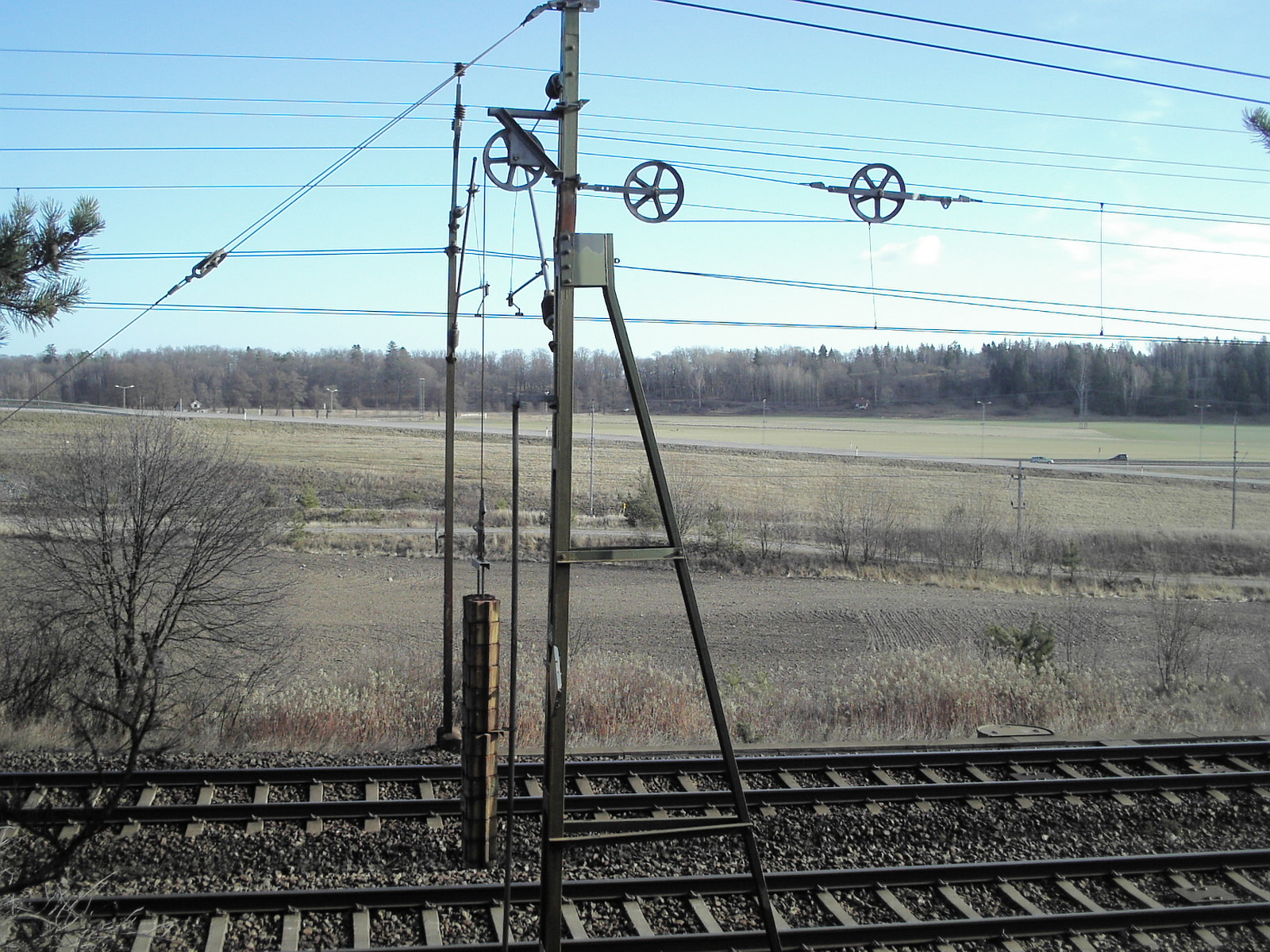
Spännanordning söder om Rosersberg med 2-skuret block och vikter.

Spännanordningar för att hålla kontakttråden spänd även när den längdutvidgas av värme. Dessa finns i ändarna av varje sektion som vanligen är 1200 m lång. Tråden löper över 2 trissor till en hängande vikt vilket ger en trådspänning på 3 ggr vikten. När sektionerna är korta kan det räcka med en fjäderspännare.

### Sugtransformator eller spartransformatorer

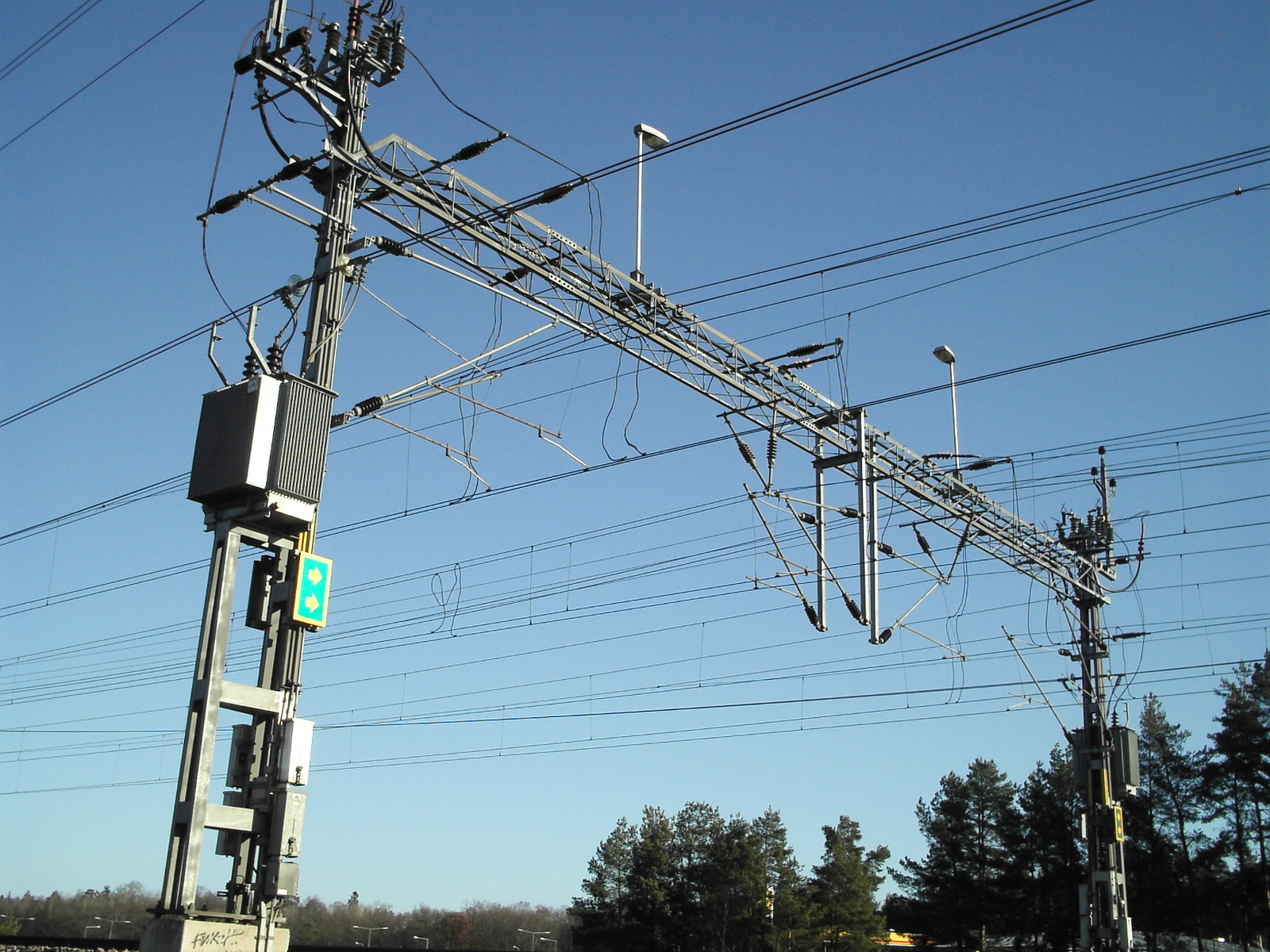
Sugtransformator. Den gröna tavlan betyder stoppförbud. Skavstaby vid 4-spåret till Arlanda.

Eftersom rälsen har ett visst elektriskt motstånd mot marken kan returströmen ta olika vägar genom marken. Det kallas vagabonderande strömmar. För att motverka detta används antingen sugtransformatorer (Booster Transformer eller BT-system) eller autotransformatorer (Auto Transformer eller AT-system). Se rälsåterledning. Sugtransformatorerna sitter uppe i stolpen vid var femte kilometer. Autotransformatorerna sitter med tio kilometers mellanrum.

### Sektionsskarv
En sektionsskarv krävs vid sugtransformatorerna. Vid växlar kan de två mötande ledningarna tillhöra olika drivsektioner. Det kan då hända att ett passerande tågs strömavtagare leder över spänningen från den ena sektionen till den andra. Om då den andra är urkopplad uppstår en livsfarlig spänningsstöt. Därför kortsluter man alltid ledningarna med ett jordningsdon vid urkoppling.

### Hjälptransformatorer
Hjälptransformatorer transformerar ned spänningen till 230 V eller 3 x 400 V. Dessa finns i anslutning till kiosker för styrning av växlar och signaler.

### Frånskiljare
Frånskiljare kopplar om drivsektioner. Dessa kan ibland utformas så att kontaktledningen jordas när strömmen bryts.

## Säkerhetsproblem

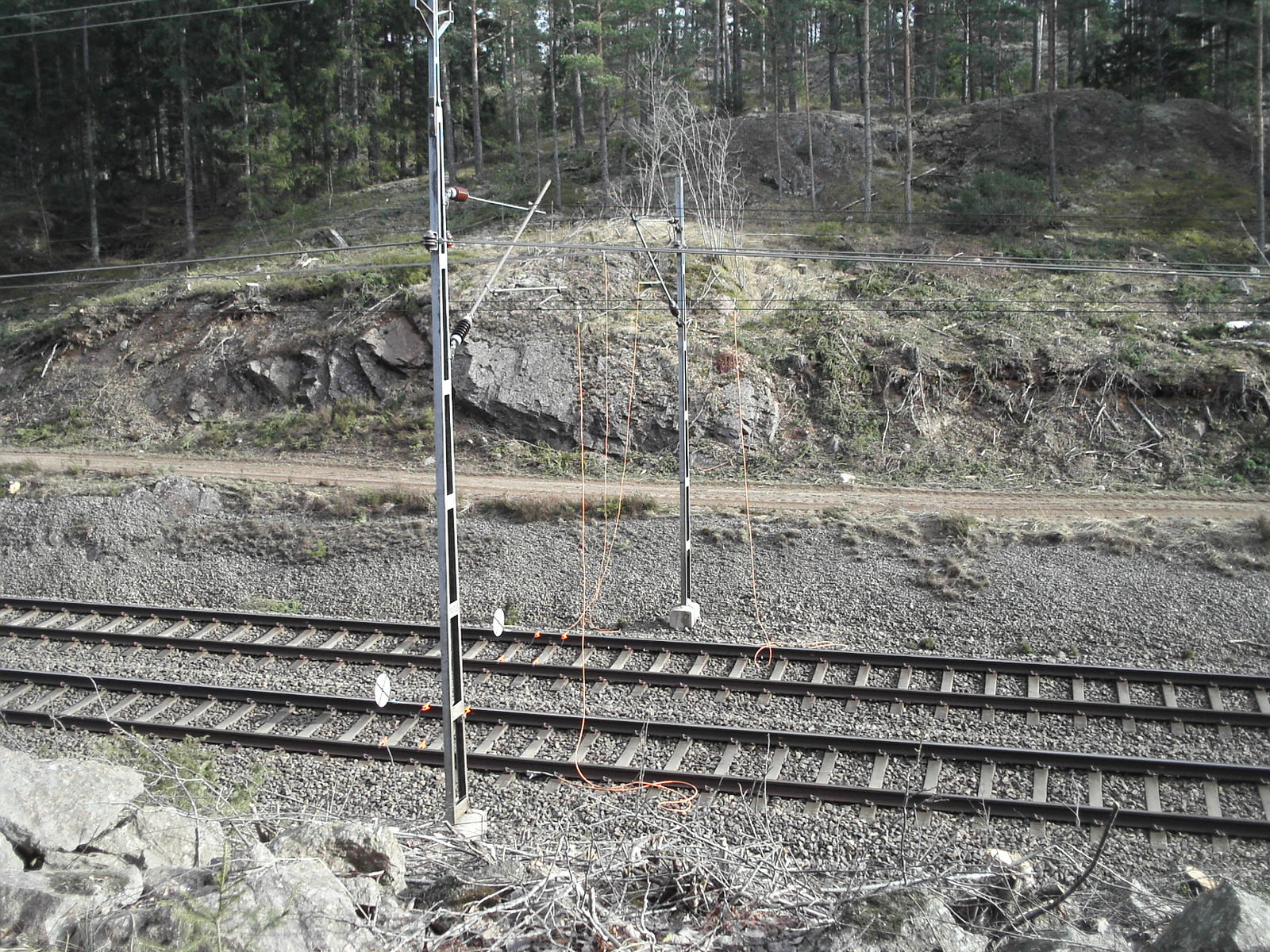
Jordningsdon kläms fast mellan kontaktledningen och rälsen när reparation ska ske.

### Elektriska och magnetiska fält
Det elektriska fältet rakt under spåret är 5 kV/m. Därför får bostäder för människor inte vara närmare spåret än 5 meter. Magnetiska fält uppstår bara från tåget när det passerar och saknar betydelse utom möjligtvis för föraren.

### Beröring av människor
Kontaktledningen och delar av utliggarna har i Sverige en nominell spänning på 15 kV vilket är dödligt även utan direkt beröring. Olyckor har skett när människor har klättrat upp ovanpå vagnar. När reparationer av kontaktledningen ska göras måste den kopplas ut samt säkerhetsjordas mot rälsen med en kabel som kläms fast ungefär som en startkabel, eller fästes med en kraftig magnet.

### Lossning och lastning
För att klara lyft med kranar kan delar av en bangård sakna kontaktledning. Dessutom kan en hel bangård göras spänningslös för att säkra mot olyckor om man kommer för nära kontaktledningen vid godshanteringen. Vissa transporter, till exempel av transformatorer från ABB i Ludvika, är så höga att man inkräktar på lastprofilens marginal. Man kopplar då bort aktuell kontaktledning och använder diesellok. Vid spårvägen i Norrköping finns en anordning som kan hissa upp kontaktledningen för att möjliggöra höga lastbilstransporter.